# زیبا سپر
زیبا سپر (نام علمی: Callipeltis) نام یک سرده از تیرهٔ روناسیان است. ابتدا در سال ۱۸۲۹ توصیف شد. این سرده در اسپانیا، شمال آفریقا، خاورمیانه، شبه جزیره عربستان و آسیای مرکزی تا شرق پاکستان و قزاقستان یافت می‌شود.